# Deathcrush
Deathcrush este primul EP al formației Mayhem. De asemenea este considerat de mulți a fi primul album "cu adevărat" black metal. În timp a atins statutul de cult și a devenit sursă de inspirație pentru multe formații black metal.
Versiunea originală a acestui EP s-a produs în doar 1000 de copii, fiecare dintre ele fiind numerotată manual. Din cauza unei greșeli de tipărire coperta versiunii originale a ieșit roz, nu roșie așa cum ar fi trebuit. Ulterior a fost relansat de trei ori:
- 1993 - Deathlike Silence (limitat la 1000 de copii)
- 2003 - Vinyl Maniac Records (limitat la 1000 de copii)
- 2006 - Back On Black (limitat la 1000 de copii)

Versurile melodiei "Chainsaw Gutsfuck" au fost votate drept "Cele mai macabre versuri ale tuturor timpurilor" de către revista Blender. Într-un interviu Dead a afirmat faptul că versurile acestui EP au fost scrise de Necrobutcher.

## Lista pieselor
1. "Silvester Anfang" (instrumental)[4] - 01:56
2. "Deathcrush" - 03:33
3. "Chainsaw Gutsfuck" - 03:32
4. "Witching Hour"[5] - 01:49
5. "Necrolust" - 03:37
6. "(Weird) Manheim" (instrumental)[6] - 00:48
7. "Pure Fucking Armageddon" - 02:09
8. "Outro"[7] - 01:09

## Personal
- Maniac - vocal pe piesele 2, 3, 4 și 5
- Euronymous - chitară
- Necrobutcher - chitară bas
- Manheim - baterie
- Messiah - vocal pe piesele 4 și 7